# Écosystème d'affaires
Pour les articles homonymes, voir Écosystème (homonymie).
La notion d'écosystème d'affaire (Business Ecosystem en anglais) est un concept issu de l'analyse stratégique des entreprises.
En reprenant l'idée d'écosystème écologique définie par Tansley en 1935 comme « un système d’interactions entre les populations de différentes espèces vivant dans un même site, et entre ces populations et le milieu physique », James F. Moore (en) va envisager au milieu des années 1990 cette notion. 
Les écosystèmes d'affaires permettent de comprendre la multiplicité des liens plus ou moins directs que va tisser une entreprise avec une multitude de partenaires, formant ce que l'on nomme une communauté de destin stratégique.

## Définitions
James Moore a défini en 1996 les écosystèmes d'affaires comme :
une communauté économique supportée par l'interaction entre des entreprises et des individus - les organismes du monde des affaires. Cette communauté économique va produire des biens et des services en apportant de la valeur aux clients qui feront eux-mêmes partie de cet écosystème. Les organismes membres vont également inclure les fournisseurs, les producteurs, les concurrents et autres parties prenantes. À travers le temps, ils vont faire coévoluer leurs compétences et leurs rôles et vont tendre à s'aligner eux-mêmes sur la direction d'une ou de plusieurs entreprises centrales. Ces entreprises vont détenir un rôle de leader qui peut évoluer à travers le temps mais la fonction d'un leader de l'écosystème sera d'apporter de la valeur à la communauté car il va engager les membres à agir en partageant une vision pour adapter leurs investissements et trouver des rôles d'appui mutuels.
Olivier Torrès en 2000 utilise une définition plus restrictive, qui prend en considération uniquement les entreprises :
Coalition hétérogène d'entreprises relevant de secteurs différents et formant une communauté stratégique d'intérêts ou de valeurs structurée en réseau autour d'un leader qui arrive à imposer ou à faire partager sa conception commerciale ou son standard technologique ».
Gueguen, Pellegrin et Torrès (2004) proposent alors la définition suivante : 
Ensemble des relations (verticales, horizontales et transversales ; directes ou non ; formalisées ou non) entre acteurs hétérogènes guidés par la promotion d’une ressource commune et d’une idéologie qui entraîne le développement de compétences partagées (compétences écosystémiques).
Dans le dossier spécial que la Revue française de gestion a consacré aux écosystèmes d'affaires en 2012, Frédéric Fréry, Anne Gratacap et Thierry Isckia, les trois rédacteurs en chef invités, ont souligné que :
Le principal problème épistémologique du concept d’écosystème d’affaires est [...] sa référence implicite à la biologie, discutable à plusieurs niveaux [...] Au total, la principale faiblesse du concept d’ESA est bien sa nature métaphorique.

## Fondements théoriques
Traditionnellement, on considère que certaines théories ont influé sur l'émergence de ce concept. On retiendra notamment :
- la théorie du chaos ;
- la théorie des standards ;
- la théorie des stratégies collectives ;
- la théorie néo-institutionnelle.

## Principes
Les travaux menés sur cette notion permettent de considérer les principes de fonctionnement suivants :
- Un standard, une norme ou un savoir-faire est utilisé par plusieurs entreprises.
- Les entreprises utilisant ces compétences vont constituer une communauté de destin stratégique sur le principe de la coévolution.
- Une ou plusieurs entreprises vont avoir le rôle de leader.
- L’entreprise leader devra développer une vision partagée par les autres membres de l'écosystème d'affaires.
- Fondé sur la base de contributions critiques et encastrées, le pouvoir du leader permettra d'orienter les évolutions des compétences centrales.
- La place de leader est évolutive et son comportement est primordial dans l'évolution de l'écosystème d'affaires.
- Les acteurs composants les écosystèmes d'affaires sont hétérogènes (entreprises, institutions, syndicats, groupes de pression,…)
- Les acteurs de l'écosystème d'affaires proviennent d'industries différentes. On assiste ainsi à une convergence des industries.
- Il n'y a pas nécessairement une appartenance exclusive à un seul écosystème.
- Les écosystèmes d'affaires sont animés par d'importantes dynamiques concurrentielles au niveau intra-écosystème (pour acquérir la place de leader) ;
- Les logiques concurrentielles existent au niveau inter-écosystèmes (concurrences de plusieurs écosystèmes d'affaires) ;
- Un écosystème d'affaires associera coopération et compétition et correspond donc à la logique de coopétition.
- Un écosystème d'affaires sera plus performant qu’un autre s’il démontre une capacité supérieure à développer, utiliser et protéger un ensemble de compétences et de ressources communes et partageables au sein de compétences écosystèmiques qui lui permettront de maintenir un avantage durable.

## Champ d'application
La notion d'écosystème d'affaires est très souvent utilisée pour décrire le secteur des technologies de l'information afin d'analyser les stratégies d'entreprises telles que IBM, Microsoft, SAP ou encore Linux. 
Bien que reposant principalement sur l'idée de standard, cette notion peut être transposée à d'autres secteurs d'activités. Par exemple Moore a considéré les écosystèmes d'affaires de Wal-Mart, Ford,...